# 小行星3132
小行星3132（3132 Landgraf）是一颗围绕太阳公转的小行星。1940年11月29日，利斯·奧特瑪在图尔库发现了此天体。
該小行星以德國天體物理學家維爾納·蘭德格拉夫命名。
这颗小行星的绝对星等为266.40598等。